# Cogswell
La ville de Cogswell est située dans le comté de Sargent, dans l’État du Dakota du Nord, aux États-Unis. Sa population, qui s’élevait à 99 habitants lors du recensement de 2010, est estimée à 96 habitants en 2018.

## Démographie
| 1910 | 1920 | 1930 | 1940 | 1950 | 1960 |
| ---- | ---- | ---- | ---- | ---- | ---- |
| 418  | 445  | 426  | 430  | 393  | 305  |

| 1970 | 1980 | 1990 | 2000 | 2010 | - |
| ---- | ---- | ---- | ---- | ---- | - |
| 203  | 227  | 184  | 165  | 99   | - |

## Source
- (en) Cet article est partiellement ou en totalité issu de l’article de Wikipédia en anglais intitulé « Cogswell, North Dakota » (voir la liste des auteurs).

1. ↑  (en) « Population and Housing Unit Estimates » (consulté le 11 septembre 2019)
2. ↑  (en) Bureau du recensement des États-Unis, « Census of Population and Housing » (consulté le 30 janvier 2014)
3. ↑  (en) « Population Estimates », Bureau du recensement des États-Unis (consulté le 11 septembre 2019)
4. ↑  (en) « Statistiques des États-Unis - Dakota du nord - Profils des comtés de 2010 » (consulté en juin 2021)